# Þorkell Bjarnason
Þorkell Bjarnason, también Þorkell trefill Rauða-Bjarnason (Thorkel, n. 912) fue un vikingo y goði de Svignaskarði en Islandia. Es un personaje de la saga Eyrbyggja, saga de Hænsna-Þóris, donde se menciona que era hijo de Rauða-Bjarni (Bjorn el Rojo), y saga de Laxdœla. Se casó con Þórdís Þorsteinsdóttir (n. 917), una hija de Þorsteinn Hallsteinsson, y de esa relación nació el escaldo Þormóður Þorkelsson.